# Bauhinia phoenicea
Bauhinia phoenicea är en ärtväxtart som beskrevs av Robert Wight och George Arnott Walker Arnott. Bauhinia phoenicea ingår i släktet Bauhinia och familjen ärtväxter. Inga underarter finns listade i Catalogue of Life.